# Herbert Barr
Herbert Barr (1953. április 14. –) északír nemzetközi labdarúgó-játékvezető.

## Pályafutása

### Nemzeti játékvezetés
1992-ben lett az I. Liga játékvezetője. Az aktív nemzeti játékvezetéstől 1999-ben vonult vissza.

### Nemzetközi játékvezetés
Az Északír labdarúgó-szövetség Játékvezető Bizottsága (JB) terjesztette fel nemzetközi játékvezetőnek, a Nemzetközi Labdarúgó-szövetség (FIFA) 1994-től tartotta nyilván bírói keretében. A FIFA JB központi nyelvei közül a angolt beszéli. Több nemzetek közötti válogatott és klubmérkőzést vezetett, vagy működő társának 4. bíróként segített. Az északír nemzetközi játékvezetők rangsorában, a világbajnokság-Európa-bajnokság sorrendjében többedmagával a 16. helyet foglalja el 1 találkozó szolgálatával. Az aktív nemzetközi játékvezetéstől 1999-ben  a FIFA JB  45 éves korhatárát elérve búcsúzott. Válogatott mérkőzéseinek száma: 1.

#### Labdarúgó-Európa-bajnokság
Az európai-labdarúgó torna döntőjéhez vezető úton Belgiumba és Hollandiába a XI., a 2000-es labdarúgó-Európa-bajnokságra az UEFA JB játékvezetőként foglalkoztatta.

##### 2000-es labdarúgó-Európa-bajnokság

###### Selejtező mérkőzés
| Időpont           | Helyszín                 | Mérkőzés típusa           | Mérkőzés                   | Eredmény | Nézők száma |
| ----------------- | ------------------------ | ------------------------- | -------------------------- | -------- | ----------- |
| 1998. október 14. | Rheinpark Stadion, Vaduz | előselejtező (7. csoport) | Liechtenstein–Azerbajdzsán | 2 : 1    | 1 450       |